# 938
938 (CMXXXVIII) fue un año común comenzado en lunes del calendario juliano, en vigor en aquella fecha.

## Acontecimientos
- Primera Batalla del río Bach Dang, gracias a la cual los vietnamitas lograron su independencia de China.

## Nacimientos
- Burgos: García Fernández, conde de Castilla.
- Almanzor, militar y político andalusí (f. 1002).